# Safirah
As-Safira (în arabă السَّفِيْرَة / ALA-LC: as-Safīrah; Dialectul Alep: este un oraș sirian care aparține administrativ Guvernoratului Alep. Este centrul administrativ al districtului as-Safira. Deoarece Safīrah are o altitudine de 348 meteri (1.142 ft), și o populație de 106.382 la data de 2007, ceea ce îl face al 11-lea cel mai mare oraș pe entitate geografică din Siria.

As-Safira este centrul administrativ al Nahiya as-Safira și al Districtului as-Safira.

## Nume
Geograful medieval Yaqut al-Hamawi scrie numele Asfīrah (în arabă أسفيرة), nu as-Safira (în arabă السفيرة), care indică faptul că articolul definit în ortografia modernă este rezultatul hipercorectitudinei.
As-Safira a fost cunoscut în perioada pre-islamică ca Sipri. Istoricii au sugerat că numele Sipri ar fi putut proveni de la cuvântul akkadian siparru care înseamnă „bronz”, ceea ce ar putea indica faptul că aici a fost exploatat cuprul și a fost lucrat bronzul.

## Istoric
Din cele mai vechi timpuri, orașul a fost punctul de distribuție a sării adunate din apropiere la Sabkhat al-Jabbul.

## Clima
As-Safira are un climat semi-arid rece (Clasificarea climatică Köppen: "BSk").
| Date climatice pentru As Safira | Date climatice pentru As Safira | Date climatice pentru As Safira | Date climatice pentru As Safira | Date climatice pentru As Safira | Date climatice pentru As Safira | Date climatice pentru As Safira | Date climatice pentru As Safira | Date climatice pentru As Safira | Date climatice pentru As Safira | Date climatice pentru As Safira | Date climatice pentru As Safira | Date climatice pentru As Safira | Date climatice pentru As Safira |
| Luna                            | Ian                             | Feb                             | Mar                             | Apr                             | Mai                             | Iun                             | Iul                             | Aug                             | Sep                             | Oct                             | Nov                             | Dec                             | Anual                           |
| ------------------------------- | ------------------------------- | ------------------------------- | ------------------------------- | ------------------------------- | ------------------------------- | ------------------------------- | ------------------------------- | ------------------------------- | ------------------------------- | ------------------------------- | ------------------------------- | ------------------------------- | ------------------------------- |
| Maxima medie °C (°F)            | 10.8 (51,4)                     | 13.3 (55,9)                     | 17.7 (63,9)                     | 23.1 (73,6)                     | 29.6 (85,3)                     | 34.7 (94,5)                     | 37.0 (98,6)                     | 37.4 (99,3)                     | 33.7 (92,7)                     | 28.2 (82,8)                     | 20.0 (68)                       | 12.9 (55,2)                     | 24,87 (76,76)                   |
| Minima medie °C (°F)            | 1.8 (35,2)                      | 2.6 (36,7)                      | 5.2 (41,4)                      | 8.9 (48)                        | 13.6 (56,5)                     | 17.9 (64,2)                     | 20.5 (68,9)                     | 20.7 (69,3)                     | 16.9 (62,4)                     | 12.1 (53,8)                     | 6.6 (43,9)                      | 3.5 (38,3)                      | 10,86 (51,54)                   |
| Precipitații mm (inches)        | 59 (2.32)                       | 48 (1.89)                       | 32 (1.26)                       | 36 (1.42)                       | 17 (0.67)                       | 2 (0.08)                        | 0 (0)                           | 0 (0)                           | 1 (0.04)                        | 16 (0.63)                       | 19 (0.75)                       | 59 (2.32)                       | 289 (11,38)                     |
| Nr. mediu de zile cu ninsoare   | 0.9                             | 0.1                             | 0                               | 0                               | 0                               | 0                               | 0                               | 0                               | 0                               | 0                               | 0                               | 0.2                             | 1,2                             |
| Sursă: Climate-data.org.        |                                 |                                 |                                 |                                 |                                 |                                 |                                 |                                 |                                 |                                 |                                 |                                 |                                 |